# Dendrophthora longipes
Dendrophthora longipes är en sandelträdsväxtart som beskrevs av Ignatz Urban. Dendrophthora longipes ingår i släktet Dendrophthora och familjen sandelträdsväxter. Inga underarter finns listade i Catalogue of Life.